# Tatiana Anna Holszańska
Tatiana Anna Holszańska (zm. 1521) – córka Semena Holszańskiego marszałka wołyńskiego, hetmana litewskiego i Anastazji Zbaraskiej. 

## Życiorys
Tatiana poślubiła w roku 1509 Konstantego Iwanowicza Ostrogskiego, rok później urodził się syn Ilia Ostrogski. W roku 1518 odziedziczyła ona od swojej babki Marii Semenownej Równieńskiej (zm. 1517, księżniczki nieznanego pochodzenia a nazwanej tak od swoich dóbr, żony Semena Zbaraskiego) dobra:
- Równe, które przeszły później na jej szwagra Konstantego Wasyla Ostrogskiego, jego wnuczkę Katarzynę Ostrogską (r. 1621) i na jej córkę Joannę Zamoyską (r. 1642).
- Żytyń Wielki[1].